# Río Quilca
El río Quilca se forma en la localidad de Huañamarca, por la confluencia de los ríos Sihuas (o Siguas) y Vítor, cerca del poblado de Quilca, provincia de Camaná, departamento de Arequipa, Perú. Tiene una longitud de 23.5 km y una pendiente de 1.48 %. Posee aguas cloruradas sódicas las cuales sirven para el riego de las chacras de la zona. En época de verano se incrementa el caudal debido a la temporada de lluvias. Pertenece a la cuenca hidrográfica Quilca-Chili (antes denominada Quilca-Siguas-Vítor (Chili), ubicada a más de 700 metros al sur del poblado de Quilca, sus aguas desembocan en el Océano Pacífico.

## Afluentes
En términos estrictos, el río Quilca no tiene afluentes (puesto que un afluente es: "Un río secundario que desemboca en otro principal y por tanto, sus confluentes no son sus afluentes, por no haber en este caso un río principal). Los siguientes son los ríos que lo forman al confluir (sus confluentes).

### Siguas
El río Siguas (a veces conocido como Sihuas), riega el Distrito de Santa Isabel de Siguas.

### Vitor
Río que a su vez se forma por la confluencia de los ríos Chili y Yura, los cuales confluyen cerca al caserío de Palca (aproximadamente a 800 m [-16.376014, -71.803373]), poco antes de arribar al Valle de Vitor, el cual lleva su nombre. Este río tiene alrededor de 90 km de longitud.